# 影山楙倫
影山 楙倫（かげやま しげのり、1955年7月29日 - ）は、日本の男性アニメーター、アニメ演出家、アニメ監督。大阪府枚方市出身。杜野 幼青（もりの ようせい）名義での作品もある。

## 来歴・人物
元々油絵や日本画を描いていければという気持ちで、就職する気は無かったという。高校卒業後、絵を描いてはグループ展や展覧会に出展するといった活動をしていた。一方で高校生の頃から映像もやってみたい気持ちが強く、8ミリ映画を製作する活動をしていた。その後一緒に8ミリ映画の活動をしていて後にアニメ制作の仕事に就いていた友人に声を掛けられて紹介され、葦プロダクションに入社。同プロ出身。当初はアニメーターとして様々な作品で活躍していたが、その傍らで演出業にも進出するようになり、やがて活躍の場を完全に演出業へ移した。
「杜野幼青」名義では、アームスの作品を中心に、アダルトアニメの仕事で知られている。カナメプロダクション倒産後にフリーランスとなって以降、アダルトアニメでのみ使っていた別名義であったが、アームスが一般作品へ制作の中心を移すに従って境界線が曖昧になり、現在に至る。アームスが一般作品へ制作の中心を移した後も、担当作品にはいわゆる美少女ものが多い。

## 参加作品

### 「影山楙倫」名義

#### テレビアニメ
1980年
- ずっこけナイトドンデラマンチャ（動画）
- 宇宙戦士バルディオス（1980年 - 1981年、動画）

1981年
- 戦国魔神ゴーショーグン（動画）

1982年
- 魔境伝説アクロバンチ（キャラクターデザイン・原画・動画チェック・絵コンテ）
- わが青春のアルカディア 無限軌道SSX（1982年 - 1983年、作画監督）

1983年
- プラレス3四郎（作画監督）
- 光速電神アルベガス（1983年 - 1984年、キャラクターデザイン・作画監督）

1984年
- ビデオ戦士レザリオン（1984年 - 1985年、ゲストキャラクターデザイン）
- 北斗の拳（1984年 - 1985年、絵コンテ・演出・作画監督）

1986年
- 聖闘士星矢（演出）

1990年
- 美味しんぼ（絵コンテ）

1999年
- 小さな巨人 ミクロマン（絵コンテ）
- GTO（ - 2000年、絵コンテ）

2000年
- 学校の怪談（2000年 - 2001年、絵コンテ・演出）

2001年
- 超GALS!寿蘭（絵コンテ）
- 旋風の用心棒（2001年 - 2002年、絵コンテ）

2004年
- MEZZO -メゾ-（脚本）
- 下級生2〜瞳の中の少女たち〜（シリーズ構成・脚本）
- 最遊記RELOAD GUNLOCK（絵コンテ）

2005年
- エンジェル・ハート（2005年 - 2006年、絵コンテ）
- NARUTO -ナルト-（2005年 - 2007年、絵コンテ・演出）

2006年
- ひまわりっ!（監督・絵コンテ）
- 史上最強の弟子ケンイチ（2006年 - 2007年、絵コンテ）

2007年
- ひまわりっ!!（監督・絵コンテ）
- 鋼鉄三国志（絵コンテ）
- 東京魔人學園剣風帖 龖（絵コンテ）
- 東京魔人學園剣風帖 龖 第弐幕（絵コンテ）
- 獣神演武 -HERO TALES-（2007年 - 2008年、絵コンテ）
- 瀬戸の花嫁（絵コンテ）
- ご愁傷さま二ノ宮くん（絵コンテ）
- レンタルマギカ（2007年 - 2008年、絵コンテ）

2008年
- BLEACH（絵コンテ）
- 名探偵コナン（2008年 - 2017年、構成・絵コンテ）
- もえがく★5（絵コンテ）
- S・A〜スペシャル・エー〜（絵コンテ）
- 秘密 〜The Revelation〜（絵コンテ）
- ケメコデラックス!（絵コンテ）

2009年
- 蒼天航路（絵コンテ）
- テガミバチ（2009年 - 2010年、絵コンテ/前期OP絵コンテ・演出）

2010年
- テガミバチ REVERSE（2010年 - 2011年、絵コンテ/前期OP絵コンテ・演出）
- 咎狗の血（絵コンテ）

2011年
- べるぜバブ（絵コンテ）

2013年
- フォトカノ（作画監督）
- ガイストクラッシャー（OP原画）
- キングダム 第2シリーズ（ - 2014年、絵コンテ）

2015年
- レーカン!（絵コンテ）

2016年
- 双星の陰陽師（絵コンテ）
- 不機嫌なモノノケ庵（絵コンテ）
- パズドラクロス（絵コンテ）
- 魔装学園H×H（絵コンテ）

2017年
- DYNAMIC CHORD（監督・シリーズ構成・脚本・絵コンテ）

2018年
- 深夜!天才バカボン（絵コンテ・演出）

2019年
- BORUTO-ボルト- NARUTO NEXT GENERATIONS（演出）

2020年
- 七つの大罪 神々の逆鱗（絵コンテ）

2021年
- 七つの大罪 憤怒の審判（絵コンテ）
- 遊☆戯☆王SEVENS（絵コンテ）

2022年
- キングダム 第4シリーズ（OP1絵コンテ・演出）

2023年
- 事情を知らない転校生がグイグイくる。（監督）
- キャプテン翼シーズン2 ジュニアユース編（絵コンテ）

2024年
- 出来損ないと呼ばれた元英雄は、実家から追放されたので好き勝手に生きることにした（絵コンテ）
- 烏は主を選ばない（演出）
- 神之塔 -Tower of God- 王子の帰還（絵コンテ）

#### 劇場アニメ
1986年
- ウインダリア（アニメーションコーディネーター・原画）

1989年
- ヴイナス戦記（原画）

2001年
- 頭文字D Third Stage -INITIAL D THE MOVIE-（監督・絵コンテ）

2006年
- 名探偵コナン 探偵たちの鎮魂歌（絵コンテ）

2007年
- 名探偵コナン 紺碧の棺（絵コンテ）

#### OVA
1984年
- BIRTH（アニメーションコーディネーター）

1985年
- 幻夢戦記レダ（アニメーションコーディネーター・原画）
- バビ・ストック I 果てしなき標的（監督・作画監督）
- 夢次元ハンターファンドラ（1985年 - 1986年、part.1.アニメーションコーディネーター、part.3.監督）

1988年
- ワット・ポーとぼくらのお話（監督）

1989年
- Hi-SPEED JECY（1989年 - 1990年、監督）

1991年
- 魔獣戦士ルナ・ヴァルガー（監督）

1992年
- うしおととら（1992年 - 1993年、原画）

1993年
- 雲界の迷宮ZEGUY（原作・監督・脚本）

1995年
- YAMATO2520（1995年 - 1996年、監督・絵コンテ）

1998年
- クイーン・エメラルダス（監督）
- トラジマのミーめ（監督）

2002年
- フロム I"s アイズ 〜もうひとつの夏の物語〜（2002年 - 2003年、構成・脚本）

2010年
- 日本古典ばなし 第一シリーズ東海道中膝栗毛（監督・絵コンテ・脚本）

#### Webアニメ
- ペンギン娘♥はぁと（2008年、絵コンテ）
- こいけん! 〜私たちアニメになっちゃった!〜（2012年、絵コンテ）

#### アダルトアニメ
- 同級生2（1996年、脚本）

### 「杜野幼青」名義

#### テレビアニメ（「杜野幼青」名義）
1994年
- ジャングルの王者ターちゃん♡（絵コンテ）

1997年
- 深海伝説MEREMANOID（1997年 - 1998年、絵コンテ）

2004年
- MEZZO -メゾ-（絵コンテ）
- 下級生2〜瞳の中の少女たち〜（監督）

2007年
- げんしけん2（絵コンテ）

2009年
- クイーンズブレイド 流浪の戦士 DVD映像特典（絵コンテ・演出）
- クイーンズブレイド 玉座を継ぐ者（絵コンテ）

2012年
- クイーンズブレイド リベリオン（監督）

#### OVA（「杜野幼青」名義）
1996年
- 僕のセクシャルハラスメント（監督）

2001年
- ONE 〜輝く季節へ〜（2001年 - 2002年、監督・脚本・音響監督）

2002年
- フロム I"s アイズ 〜もうひとつの夏の物語〜（2002年 - 2003年、監督・絵コンテ）

2012年
- クイーンズブレイド リベリオン 聖女の煩悶〜信仰の扉は、また開く〜（監督）

#### アダルトアニメ（「杜野幼青」名義）
1993年
- 超神伝説うろつき童子 放浪篇（脚本）

1996年
- 同級生2（監督）

1998年
- ミッドナイトパンサー（監督・脚本・絵コンテ）

1999年
- ワーズ・ワース（1999年 - 2000年、脚本・絵コンテ）
- Piaキャロットへようこそ!!2（1999年 - 2000年、脚本）
- Natural（1999年 - 2000年、脚本）

2000年
- With You 〜みつめていたい〜（2000年 - 2001年、監督）

2001年
- ロマンスは剣の輝きII（監督・脚本・絵コンテ）

2002年
- あしたの雪之丞（監督・脚本・絵コンテ）

2003年　
- エーベンブルグの風（監督・脚本・絵コンテ）
- MASARU あしたの雪之丞2（監督・脚本・絵コンテ・演出）

2004年
- 河原崎家の一族2 THE ANIMATION（監督・脚本・絵コンテ）
- 愛姉妹・蕾…汚してください THE ANIMATION（監督・脚本・絵コンテ・演出）
- ONE 〜輝く季節へ〜 True Stories（絵コンテ）